# Sprachpurismus
Sprachpurismus (frz. purisme, zu lat. purus „rein“) ist die Ausprägung des Verlangens eines Teils einer Sprachgemeinschaft, eine Sprache vor vermeintlichen fremden Elementen oder anderen als unerwünscht erachteten Elementen (einschließlich solcher, die aus Dialekten, Soziolekten und Sprachregistern stammen) zu bewahren oder sie davon zu befreien. Sprachpurismus kann alle sprachlichen Ebenen betreffen, vor allem aber den Wortschatz.

## Weiterverweisungen
Zu Sprachpurismus in einzelnen Sprachen siehe auch:
- Französisch: Französischer Sprachpurismus
- Italienisch: Accademia della Crusca
- Deutsch: Deutscher Sprachpurismus
- Isländisch: Isländischer Sprachpurismus
- Türkisch: Öztürkçe